# Adoretus delkeskampi
Adoretus delkeskampi är en skalbaggsart som beskrevs av Frey 1967. Adoretus delkeskampi ingår i släktet Adoretus och familjen Rutelidae. Inga underarter finns listade i Catalogue of Life.